# (13421) Holvorcem
(13421) Holvorcem ist ein Asteroid des Hauptgürtels, der am 11. November 1999 vom US-amerikanischen Amateurastronomen Charles W. Juels am Fountain Hills-Observatorium (IAU-Code 678) in Fountain Hills im US-Bundesstaat Arizona entdeckt wurde.
Der Asteroid wurde am 9. Januar 2001 nach dem brasilianischen Amateurastronomen Paulo R. Holvorcem (* 1967) benannt, der mit dem Harvard-Smithsonian Comet Award 2003 ausgezeichnet wurde.